# Kline (mebel)

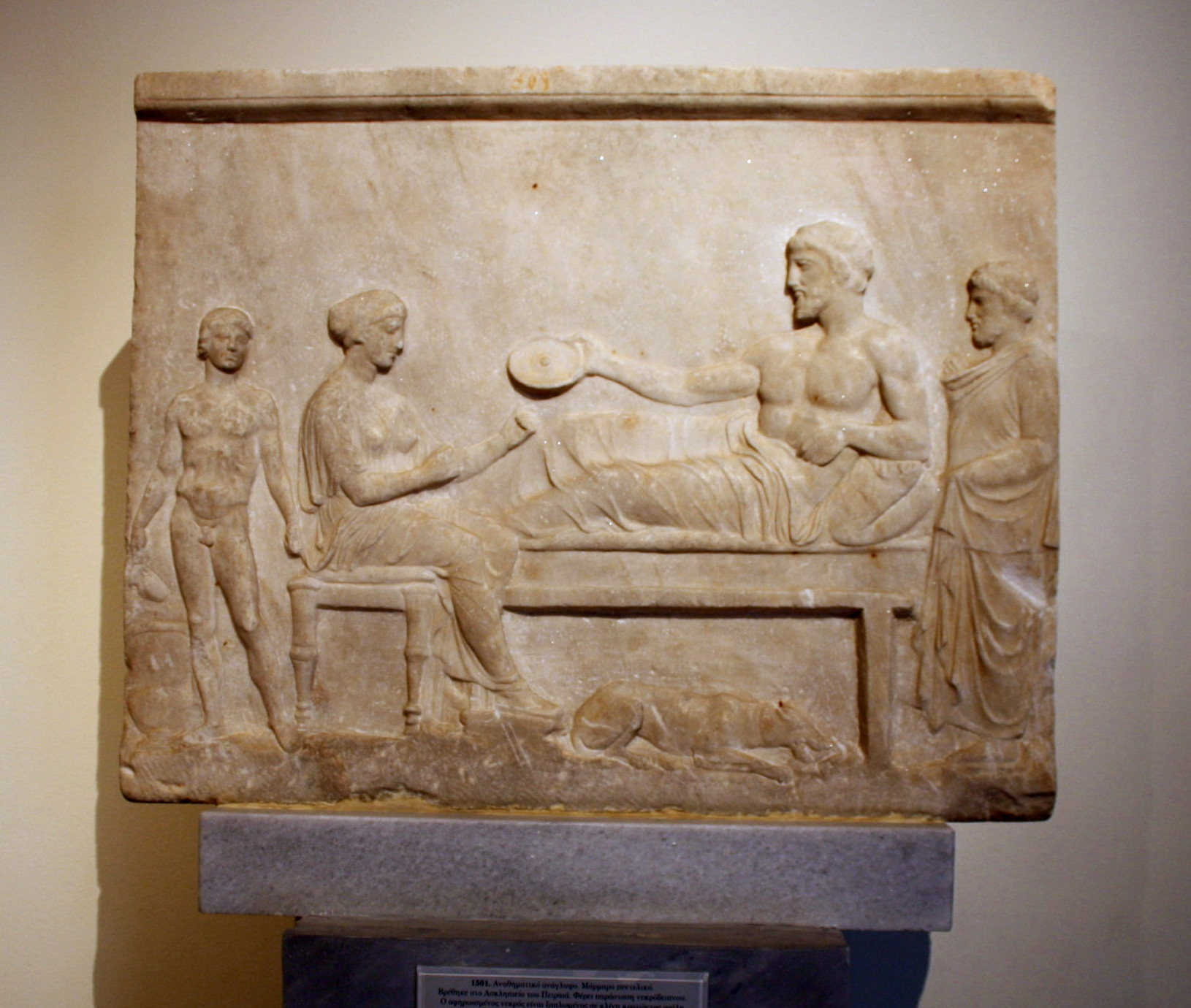
Biesiadnik spoczywający na kline (relief grecki z V wieku p.n.e.)

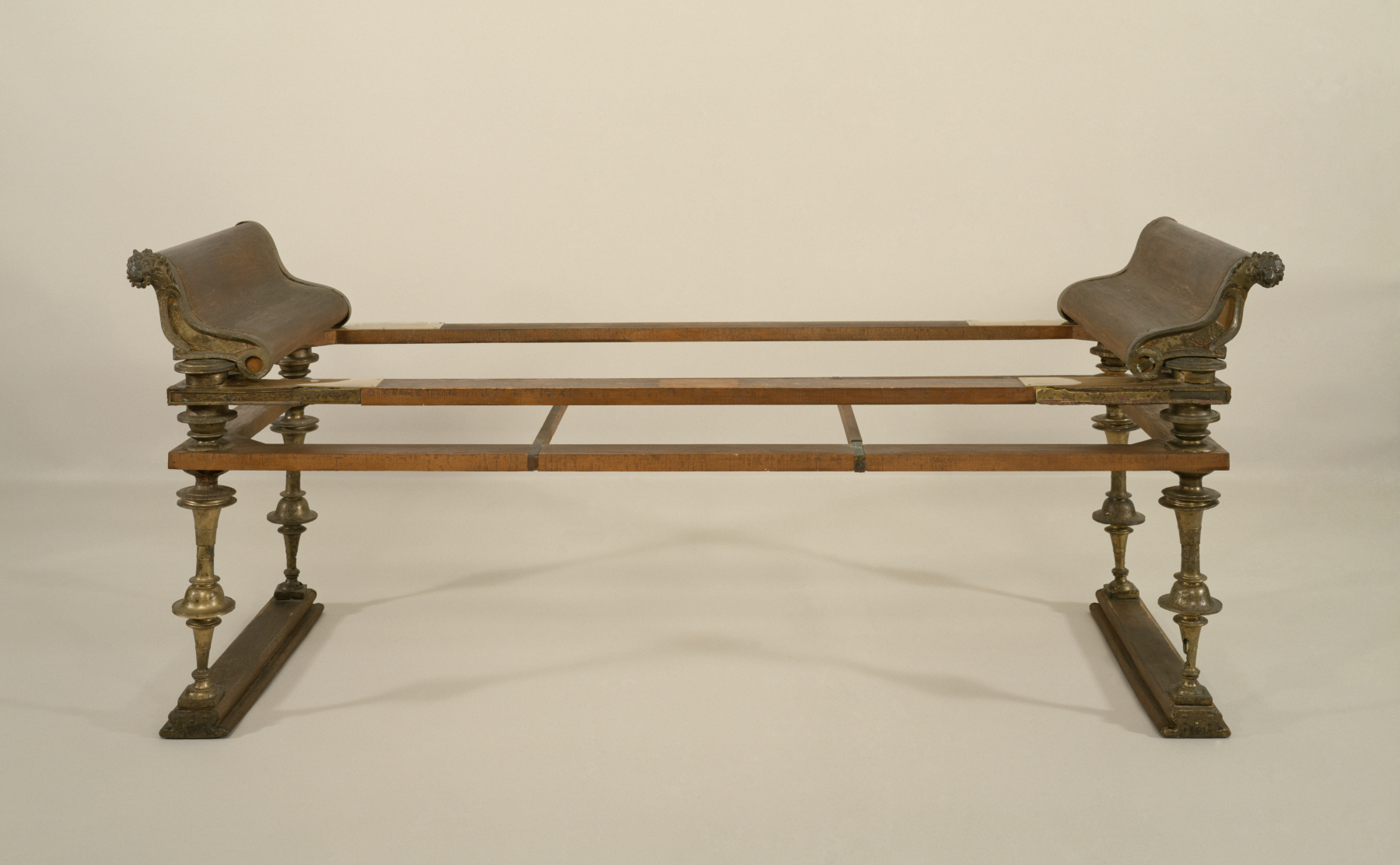
Lectus – rzymska wersja kline (I w. p.n.e.)

Kline (gr. κλίνη) – rodzaj leżanki znanej w starożytnej Grecji, a później w Rzymie (jako lectus).
Pierwotnie mebel ten był używany jako wysokie łóżko, przed którym ustawiano podnóżek. Potem do prostego legowiska z posłaniem dodano jedno lub dwa oparcia i mebla zaczęto używać do wypoczynku dziennego, a także do spożywania posiłków w pozycji leżącej; w tej ostatniej wersji znane jest najbardziej.    

## Konstrukcja
Zasadniczą część mebla stanowiła prostokątna rama o długości 1,5–2,5 m. Całość była wsparta na wysokich nóżkach, prostych lub giętych. Oparcie podgłówkowe (wezgłowie) wykonywano zwykle nieco wyższe, a od II w. n.e. w Rzymie dodawano czasem dodatkowe oparcie dla pleców. Do wyposażenia leżanki należał też materac ułożony na plecionce z rzemieni lub sznurów, oraz liczne poduszki i narzuty. Mebel wykonywany był najczęściej z drewna, które inkrustowano metalem, kością słoniową, a także rzeźbiono i malowano. Okazalszą leżankę wykonywano z brązu, rzadko ze srebra lub złota.

## Użytkowanie
Kline było wykorzystywane podczas uczt. U Greków na leżance spoczywał w trakcie posiłku pan domu i jego hetery, podczas gdy żona i dzieci jadły w pozycji siedzącej.
W Grecji kline użytkowano jako mebel, na którym leżały dwie osoby, w Rzymie trzy. Trzy leżanki (lectus imus, lectus medius, lectus summus) ustawione w kształt podkowy tworzyły triclinium – zestaw łóżek, od którego nazwę wzięło pomieszczenie biesiadne w rzymskim domu.